# Majssirup
Majssirup (engelsk Corn syrup) er en sirup, der fremstilles af stivelse fra majs, og indeholder forskellige mængder sukkerstoffer: glukose, maltose og større oligosakkarider, afhængig af typen. Majsstivelse bruges i madvare for at give en blødere konsistens, give volumen, forhindre krystallisering af sukker og forbedre smag. Det kan behandles til at give high-fructose corn syrup (HFCS) ved bruge af enzym D-xylose isomerase til at omdanne en stor del af glukosen til den sødere fruktose.
Den mere generelle betegnelse glukosesirup bruges ofte som synonym for majssirup, da glukosesirup normalvis fremstilles af majsstivelse i USA. Glukosesirup er enhver flydende stivelse hydrolysieret af mono-, di- og større-sakkarider og kan fremstilles af alle typer stivelse; hvede, tapioca og kartoffelstivelse er de mest almindelige.